# حسن‌آباد (گلباف)
حسن‌آباد، روستایی از توابع بخش جوشان شهرستان گلباف در استان کرمان ایران است.

## جمعیت
این روستا در بخش جوشان قرار داشته و براساس آخرین سرشماری مرکز آمار ایران که در سال ۱۳۸۵ صورت گرفته، جمعیت آن ۹۵نفر (۲۱خانوار) بوده‌است.